# Zakir Sułtanow
Zakir Sułtanow (ros. Закир Султанов, ur. 29 czerwca 1923 we wsi Abdulmieniewo w Udmurcji, zm. 6 kwietnia 1983 w Chersoniu) – radziecki wojskowy, kapitan, Bohater Związku Radzieckiego (1945).

## Życiorys
Urodził się w tatarskiej rodzinie chłopskiej. Skończył szkołę fabryczno-zawodową w Agryzie, pracował jako ślusarz w parowozowni, a od 1940 jako ślusarz w zakładzie maszynowym w Iżewsku. W listopadzie 1942 ochotniczo zgłosił się na front, od stycznia 1943 brał udział w wojnie z Niemcami w szeregach Armii Czerwonej kolejno na Froncie Briańskim, Centralnym, 1 Ukraińskim i 1 Białoruskim. Był trzykrotnie ranny. W styczniu 1945 wyróżnił się podczas operacji warszawsko-poznańskiej na terytorium Polski jako dowódca plutonu rusznic przeciwpancernych 498 pułku piechoty 132 Dywizji Piechoty 47 Armii w stopniu porucznika. 15 stycznia 1945 dowodzony przez niego pluton jako pierwszy z 47 Armii sforsował Wisłę w rejonie Legionowa, przeprawiając się po lodzie wraz z dwoma żołnierzami, pokonując druciane ogrodzenie i wracając na prawy brzeg, później poprowadził jedną z kampanii batalionu szturmowego na lewy brzeg. Dzięki jego umiejętnemu dowodzeniu i dokładnemu rozpoznaniu terenu cały batalion przeprawił się przez Wisłę bez strat. Później Sułtanow wraz z kompanią wpadł do okopu wroga, wyparł z niego Niemców i utrzymał zdobyty przyczółek do nadejścia głównych sił batalionu. Uczestniczył w wyzwalaniu Warszawy. Później brał udział w walkach w rejonie Piły oraz w operacji pomorskiej i berlińskiej. W 1947 skończył szkołę oficerską MWD w Kujbyszewie (obecnie Samara), pracował jako pełnomocnik operacyjny w Swierdłowsku (obecnie Jekaterynburg). W 1953 został zwolniony do rezerwy w stopniu kapitana. Mieszkał w Chersoniu, gdzie pracował m.in. jako ślusarz. W 1978 jako inwalida wojenny otrzymał emeryturę. Jego nazwisko upamiętniono na Skwerze Zwycięstwa w Iżewsku, jego imieniem nazwano też szkołę.

## Odznaczenia
- Złota Gwiazda Bohatera Związku Radzieckiego (24 marca 1945)
- Order Lenina (24 marca 1945)
- Medal „Za zasługi bojowe” (17 lipca 1944)